# Marie-Angèle Blin
Marie-Angèle Blin (* 21. Juni 1966 in Saint-Fons) ist eine ehemalige französische Fußballspielerin.

## Vereinskarriere
Marie-Angèle Blin stammt aus einer Kleinstadt am Südrand von Lyon. Spätestens als 14-Jährige schloss sie sich der Fußballabteilung des FC Lyon an und spielte bald darauf auch in der ersten Frauenmannschaft des Vereins. In der Saison 1984/85 schaffte es der FCL zum ersten Mal, in der französischen Meisterschaftsendrunde – eine landesweite höchste Liga gab es damals noch nicht – bis in das Endspiel vorzudringen. Blin stand in der Finalelf, die sich darin der VGA Saint-Maur geschlagen geben und mit dem inoffiziellen Vizemeistertitel begnügen musste. In den folgenden Jahren schied die Abwehrspielerin mit dem FC Lyon regelmäßig früher aus dem Wettbewerb aus, auch wenn unter anderen mit Véronique Nowak, Marie-Christine Umdenstock und Jocelyne Gout weitere Nationalspielerinnen in den Reihen des Vereins standen.
Dass Marie-Angèle Blin 1989 zur JS Poissy gewechselt ist, erscheint eher unwahrscheinlich. Zwar findet sich diese Angabe auf der Webseite des französischen Fußballverbands, aber ihr Datenblatt bei footofeminin.fr legt eher nahe, dass sie 1989/90, möglicherweise verletzungsbedingt, längere Zeit nicht zum Einsatz gekommen war. Außerdem gehörte Blin nicht zu den Frauen, die Poissy im Meisterschaftsfinale aufgeboten hatte. Dafür bestritt sie drei Wochen vor dem Endspiel das Viertelfinal-Rückspiel des FC Lyon gegen die ASJ Soyaux.
In der Saison 1990/91 gewann sie mit Lyon ihren ersten Landesmeistertitel. Endspielgegner war wiederum die VGA Saint-Maur, wozu der FCL sich im vorangehenden Halbfinale gegen die JS Poissy hatte durchsetzen müssen. Lyons neuer Trainer Jean-François Vuillemin setzte Marie-Angèle Blin vermehrt im Mittelfeld ein, und in der Spielzeit 1991/92 erreichten die Frauen zwar nur das Halbfinale, qualifizierten sich aber gleichzeitig für die ab der Saison 1992/93 eingeführte erste Liga Frankreichs, den Championnat National 1 A. 1993 wurde Lyon der erste Titelträger der neuen 12er-Liga und konnte diesen Erfolg zwei Jahre später wiederholen, nachdem Lyon dazwischen dem Juvisy FCF den Vortritt hatte lassen müssen. Nach dieser insgesamt dritten Meisterschaft und 15 Jahren beim FC Lyon beendete Blin ihre Spielerinnenkarriere kurz vor ihrem 29. Geburtstag.
In den 2010er Jahren lebt Marie-Angèle Blin in Valence.

## Nationalspielerin
Im Februar 1985 debütierte Marie-Angèle Blin unter Nationaltrainer Francis Coché für die französische Frauen-Nationalelf bei einem 0:1 in Italien; ihr letztes A-Länderspiel, mittlerweile unter Coché-Nachfolger Aimé Mignot, bestritt sie im September 1992 gegen Deutschland. Trotz einer anderthalbjährigen Unterbrechung 1989 und 1990 war sie für die Bleues auf 30 Länderspiele gekommen; darin erzielte sie auch zwei Treffer, beide beim 6:1-Sieg gegen die Elfenbeinküste im April 1992.
An einem großen Turnier hat sie nicht teilgenommen, weil die Französinnen sich während Blins aktiven Jahren weder für eine Europa- noch für eine Weltmeisterschaftsendrunde qualifizieren konnten und der Frauenfußball auch noch keine Aufnahme bei Olympischen Spielen gefunden hatte. Ihre persönliche Länderspielbilanz enthält zehn Siege, sieben Unentschieden und 13 Niederlagen; besonders häufig, nämlich in sechs Partien, war sie auf Italien getroffen, je dreimal hieß der Gegner Belgien beziehungsweise Spanien sowie je zweimal Schweden, Bundesrepublik Deutschland und die USA.

## Palmarès
- Französische Meisterin: 1991, 1993, 1995